# Trudne sprawy (serial telewizyjny)
Trudne sprawy – polski serial paradokumentalny oparty na niemieckim Familien im Brennpunkt emitowany w latach 2011–2024 na antenie telewizji Polsat, a od 2025 w TV4.
Zdjęcia do serialu realizowane są na terenie Wrocławia.

## Charakterystyka formatu
Każdy odcinek serialu opowiada inną historię dotyczącą problemów i patologii życia codziennego. Główni bohaterowie, którzy do tej pory wiedli spokojne życie, muszą zmierzyć się z przeciwnościami losu. Przez cały odcinek dążą do rozwiązania problemu, napotykając przy tym kolejne. Finałowa scena służy rozwiązaniu akcji. Wszystkie historie, napisane przez scenarzystów, są symulowane przez aktorów-amatorów. Widz jest postawiony przed subiektywnymi opiniami bohaterów pozytywnych i negatywnych – częścią serialu jest symulowany wywiad z każdym z nich.
Narrator (Tomasz Orlicz / Piotr Dobosz) jest ukrytym bohaterem wszechwiedzącym przybliżającym widzom sytuację i okoliczności. Ekipa filmowa, grająca reporterów, jest jawnym uczestnikiem wydarzeń.
Belki
Charakterystyczny dla formatu jest jeden z elementów oprawy graficznej – tzw. belki. Widnieją na nich dane bohaterów (imiona, nazwiska, wiek) oraz krótkie podsumowanie ich stanów emocjonalnych (np. „stara się za wszelką cenę zdobyć partnera”) lub działań (np. „umówił się z Amelią, by ją upokorzyć”), niekiedy, w przypadku postaci drugoplanowych, przedstawienie ich (np. „sąsiadka Szpaków”). Belki te stały się przedmiotem licznych parodii internautów.
W ostatnich latach emisji serial zyskał nową, nieco zmienioną oprawę graficzną.

## Odbiór i wpływ
Wprowadzenie na antenę „Trudnych spraw”, jak i innych seriali paradokumentalnych, powiązane jest z szukaniem przez stacje telewizyjne oszczędności (ich produkcja jest mniej kosztochłonna niż produkcja seriali z dopracowanym scenariuszem i znanymi aktorami) oraz niższymi wymaganiami widzów co do jakości i treści seriali telewizyjnych.
Produkcja trafia do swojej grupy docelowej; mimo to inni widzowie wyśmiewali serial za charakterystyczne dla niego sztuczną grę aktorów-amatorów oraz absurdalny scenariusz (i wywoływane tym poczucie zażenowania). Powstały liczne prześmiewcze parodie serialu naśladujące jego właściwości, w szczególności obecność narratora i wyznań bohaterów oraz emocjonalne podejście do przeżywanych trudności.
Do języka potocznego weszło stwierdzenie „To są trudne sprawy” sygnalizujące niechęć do opowiadania o swojej lub czyjejś sytuacji rodzinnej bądź zawodowej budzącej silne emocje.
W 2025 widownia wiosennych odcinków w TV4 wyniosła 164 tys. widzów (SHR: 2,0%).

## Emisja w telewizji
Uwaga: tabela zawiera informacje odnoszące się wyłącznie do pierwszej emisji telewizyjnej; nie uwzględniono w niej ewentualnych prapremier w serwisach internetowych (np. Polsat Box Go).
| Seria | Odcinki        | Pierwsza emisja telewizyjna (Polsat i TV4) | Pierwsza emisja telewizyjna (Polsat i TV4) | Pierwsza emisja telewizyjna (Polsat i TV4) | Pierwsza emisja telewizyjna (Polsat i TV4) | Pierwsza emisja telewizyjna (Polsat i TV4) |
| Seria | Odcinki        | Sezon                                      | Premiera serii                             | Finał serii                                | Pora emisji                                | Stacja telewizyjna                         |
| ----- | -------------- | ------------------------------------------ | ------------------------------------------ | ------------------------------------------ | ------------------------------------------ | ------------------------------------------ |
| 1.    | 1–63 (63)      | wiosna 2011                                | 28 lutego 2011                             | 26 maja 2011                               | poniedziałek–piątek 14.45                  | Polsat                                     |
| 2.    | 64–123 (60)    | jesień 2011                                | 5 września 2011                            | 30 listopada 2011                          | poniedziałek–piątek 14.45                  | Polsat                                     |
| 3.    | 124–183 (60)   | wiosna 2012                                | 27 lutego 2012                             | 23 maja 2012                               | poniedziałek–piątek 14.45                  | Polsat                                     |
| 4.    | 184–256 (73)   | jesień 2012                                | 1 września 2012                            | 26 listopada 2012                          | poniedziałek–piątek 14.45, sobota 17.15    | Polsat                                     |
| 5.    | 257–331 (75)   | wiosna 2013                                | 11 lutego 2013                             | 28 maja 2013                               | poniedziałek–piątek 14.45                  | Polsat                                     |
| 6.    | 332–391 (60)   | jesień 2013                                | 2 września 2013                            | 26 listopada 2013                          | poniedziałek–piątek 14.45                  | Polsat                                     |
| 7.    | 392–451 (60)   | wiosna 2014                                | 3 marca 2014                               | 27 maja 2014                               | poniedziałek–piątek 13.00                  | Polsat                                     |
| 8.    | 452–491 (40)   | jesień 2014                                | 1 września 2014                            | 24 października 2014                       | poniedziałek–piątek 13.00                  | Polsat                                     |
| 9.    | 492–531 (40)   | wiosna 2015                                | 2 marca 2015                               | 27 kwietnia 2015                           | poniedziałek–piątek 13.00                  | Polsat                                     |
| 10.   | 532–571 (40)   | jesień 2015                                | 1 września 2015                            | 26 października 2015                       | poniedziałek–piątek 13.00                  | Polsat                                     |
| 11.   | 572–631 (60)   | wiosna 2016                                | 29 lutego 2016                             | 24 maja 2016                               | poniedziałek–piątek 13.00                  | Polsat                                     |
| 12.   | 632–671 (40)   | jesień 2016                                | 29 sierpnia 2016                           | 21 października 2016                       | poniedziałek–piątek 13.00                  | Polsat                                     |
| 13.   | 672–711 (40)   | wiosna 2017                                | 27 lutego 2017                             | 24 kwietnia 2017                           | poniedziałek–piątek 13.00                  | Polsat                                     |
| 14.   | 712–751 (40)   | jesień 2017                                | 4 września 2017                            | 27 października 2017                       | poniedziałek–piątek 13.00                  | Polsat                                     |
| 15.   | 752–791 (40)   | wiosna 2018                                | 26 lutego 2018                             | 23 kwietnia 2018                           | poniedziałek–piątek 13.00                  | Polsat                                     |
| 16.   | 792–831 (40)   | jesień 2018                                | 3 września 2018                            | 26 października 2018                       | poniedziałek–piątek 13.00                  | Polsat                                     |
| 17.   | 832–871 (40)   | wiosna 2019                                | 4 marca 2019                               | 29 kwietnia 2019                           | poniedziałek–piątek 13.00                  | Polsat                                     |
| 18.   | 872–911 (40)   | jesień 2019                                | 2 września 2019                            | 25 października 2019                       | poniedziałek–piątek 13.00                  | Polsat                                     |
| 19.   | 912–951 (40)   | wiosna 2020                                | 2 marca 2020                               | 13 marca 2020                              | poniedziałek–piątek 13.00                  | Polsat                                     |
| 19.   | 912–951 (40)   | wiosna 2020                                | 20 kwietnia 2020                           | 1 czerwca 2020                             | poniedziałek–piątek 13.45                  | Polsat                                     |
| 20.   | 952–991 (40)   | jesień 2020                                | 31 sierpnia 2020                           | 23 października 2020                       | poniedziałek–piątek 13.45                  | Polsat                                     |
| 21.   | 992–1031 (40)  | wiosna 2021                                | 1 marca 2021                               | 26 kwietnia 2021                           | poniedziałek–piątek 13.45                  | Polsat                                     |
| 22.   | 1032–1071 (40) | jesień 2021                                | 30 sierpnia 2021                           | 22 października 2021                       | poniedziałek–piątek 13.45                  | Polsat                                     |
| 23.   | 1072–1111 (40) | wiosna 2022                                | 28 lutego 2022                             | 25 kwietnia 2022                           | poniedziałek–piątek 13.45                  | Polsat                                     |
| 24.   | 1112–1151 (40) | jesień 2022                                | 29 sierpnia 2022                           | 21 października 2022                       | poniedziałek–piątek 13.45                  | Polsat                                     |
| 25.   | 1152–1191 (40) | wiosna 2023                                | 27 lutego 2023                             | 24 kwietnia 2023                           | poniedziałek–piątek 13.45                  | Polsat                                     |
| 26.   | 1192–1231 (40) | jesień 2023                                | 4 września 2023                            | 27 października 2023                       | poniedziałek–piątek 13.45                  | Polsat                                     |
| 27.   | 1232–1291 (60) | wiosna 2024                                | 4 marca 2024                               | 10 czerwca 2024                            | poniedziałek–piątek 13.45                  | Polsat                                     |
| 28.   | 1292–1351 (60) | wiosna 2025                                | 3 marca 2025                               | 27 maja 2025                               | poniedziałek–piątek 16.55                  | TV4                                        |

Jesienią 2024 roku nie została pokazana nowa seria serialu; poinformowano, że nowe odcinki zostały nagrane, ale ukażą się w późniejszym terminie. W styczniu 2025 roku poinformowano, że emisja nowych odcinków została przeniesiona do stacji TV4, gdzie została rozpoczęta w marcu tego samego roku.
Jedyną serią serialu, której premierowe odcinki pojawiały się także w soboty była seria czwarta. W odróżnieniu od pozostałych serii jej odcinki nie były emitowane w kolejności zgodnej z numeracją.